# Stjärnornas krig - rollspelet
Stjärnornas krig är ett amerikanskt rollspel, som översatts till svenska, baserat på Stjärnornas krig-filmerna.
Spelet gavs ut i USA 1987-1999 av West End Games (WEG). Den svenska översättningen gavs ut 1988 av Äventyrsspel, som därefter översatte och gav ut ett antal av de amerikanska tillbehören mellan 1988 och 1990. 2000 publicerade Wizards of the Coast en ny version av rollspelet med d20-systemet som regelbas (Star Wars Roleplaying Game).
Flera böcker och äventyr skrevs och publicerades till spelet som gavs ut i totalt tre upplagor. WEG:s licens att ge ut Stjärnornas Krig-material förlorades 1998 då företaget gick i konkurs. Licensen gick sedan över till Wizards of the Coast.

## Regelsystem
Regelsystemet är enkelt, mycket flexibelt och uppmuntrar till hjältedåd i filmernas anda. Ursprungligen hämtades det från ett Ghostbusters-spel som West End Games givit ut. Alla företeelser i spelet har ett bestämt antal sexsidiga tärningar (T) för att beskriva olika egenskaper - ju fler, desto bättre. Handlingar och skadeslag avgörs antingen genom att tärningsslaget jämförs med en svårighetsgrad eller med ett annat tärningsslag.
Exempel: Äventyraren Zonk brottas med en kejserlig soldat om styrspaken till ett rymdskepp. Zonk har 3T i styrka och slår 8. Soldaten har 2T+2 i styrka och slår 11. Zonk lyckas därmed inte ta över spakarna från soldaten.
Färdigheterna spelar inte lika stor roll som i till exempel spel baserade på Basic Role-Playing, utan en grundegenskap räcker för att lösa en uppgift som kan anses baseras på den grundegenskapen. 
Exempel: Färdigheterna "Laservapen" och "Ducka" ryms i grundegenskapen Smidighet. Om personens skicklighet i Laservapen ska vara högre än egenskapen Smidighet anger, så noteras Laservapen som en egen färdighet med eget värde. Färdighetsvärdet kan aldrig vara lägre än grundegenskapen.
West End Games har i början av 2000-talet omarbetat regelsystemet till ett generellt regelsystem kallat d6-systemet.

## Kampanjmiljö
Kampanjmiljön baserades på filmerna, men en stor mängd nytt material skrevs av spelets konstruktörer. Det mesta av det materialet har sedermera accepterats som officiellt av Lucasfilm och många företeelser från rollspelet har dykt upp i olika Lucasfilm-produkter.

### Utgivna tillbehör
- Stjärnornas krig - grundregler (1988)
- Stjärnornas krig Galactica - kampanjmodul (också kallat Encyclopedia Galactica) (1989) Box innehållande två häften, tabellark och två planscher föreställande rymdskeppsritningar. Det ena häftet inriktade sig på rymdvarelser och personer, medan det andra inriktade sig på teknik, rymdskepp och vapen.
- Attackstyrka Shantipole - äventyr (1989)
- Uppdrag Tatooine - äventyr (1989) Äventyr där rollpersonerna ska hitta den försvunna kejserlige veteranen Adar Tallon, samtidigt som både Imperiet och Jabba the Hutt letar efter honom, men vem hittar honom först?
- Stjärnornas krig Kampanj - kampanjmodul (1989) Häfte på 28 sidor, innehåller ett antal äventyr som kan länkas samman till en kampanj för rollpersonerna.
- Stjärnornas krig Imperium - kampanjmodul (1990) Box innehållande två häften, med fakta om Imperiets uppbyggnad, byråkrati och baser.
- Tillbehör Stjärnornas krig (198?) Ett block som innehöll 50 st rollformulär i färg.